# تيستا سيتالفاد
تيستا سيتالفاد (مواليد 9 فبراير 1962) صحفية وناشطة حقوقية هندية في مجال الحقوق المدنية، وسفيرة المواطنين من أجل العدالة والسلام (CJP) والتي تعتبر إحدى المنظمات التي تشكلت بهدف الكفاح من أجل العدالة لصالح ضحايا العنف الطائفي في ولاية غوجارات في عام 2002. كما أن تلك المنظمة شاركت في طلب المحاكمة الجنائية لناريندرا مودي الذي أصبح بعد ذلك رئيس وزراء ولاية غوجارات ورئيس الوزراء الحالي للهند بالإضافة إلى اثنين وستين آخرين من السياسيين والمسؤولين الحكوميين لتورطهم في أعمال الشغب التي حدثت في غوجارات عام 2002 والذين لم ترد أسماؤهم في أي من تقارير المعلومات التي أعدت في مختلف جلسات المحاكمة المتعلقة بأعمال الشغب آنذاك. ومنذ ذلك الحين، تمت بالفعل إدانة أربعة من المتهمين منهم بابو باجرانجي ومايا كودناني التي تمت تبرأتها من قبل محكمة غوجارات العليا في أبريل 2018.